# Believe (песня Brooks & Dunn)
«Believe» — песня американского кантри-дуэта  Brooks & Dunn, вышедшая в качестве 2-го сингла с их девятого студийного альбома Hillbilly Deluxe (2005). Автором песни выступили Ронни Данн и Крейг Вайсмен.
Песня получила 3 награды Ассоциации кантри-музыки CMA Awards, в том числе, в престижной категории «Лучшая песня года» (Song of the Year).

## Награды и номинации
Источник:.
| Награда          | Категория                        | Результат |
| ---------------- | -------------------------------- | --------- |
| CMA Awards       | Песня года (Song of the Year)    | Победа    |
| CMA Awards       | Сингл года (Single of the Year)  | Победа    |
| CMA Awards       | Music Video of the Year          | Победа    |
| ACM Awards       | Песня года (Song of the Year)    | Победа    |
| ACM Awards       | Single of the Year               | Номинация |
| ACM Awards       | Video of the Year                | Номинация |
| CMT Music Awards | Most Inspiring Video of the Year | Номинация |
| CMT Music Awards | Group/Duo Video of the Year      | Номинация |
| CMT Music Awards | Video of the Year                | Номинация |

## Чарты

### Еженедельные чарты
| Чарт (2005-06)                    | Высшая позиция |
| --------------------------------- | -------------- |
| США (Billboard Hot Country Songs) | 8              |
| США (Billboard Hot 100)           | 60             |
| US Billboard Pop 100              | 95             |

### Итоговые годовые чарты
| Чарт (2006)                  | Позиция |
| ---------------------------- | ------- |
| US Country Songs (Billboard) | 27      |